# Johan Coenraad Meischke

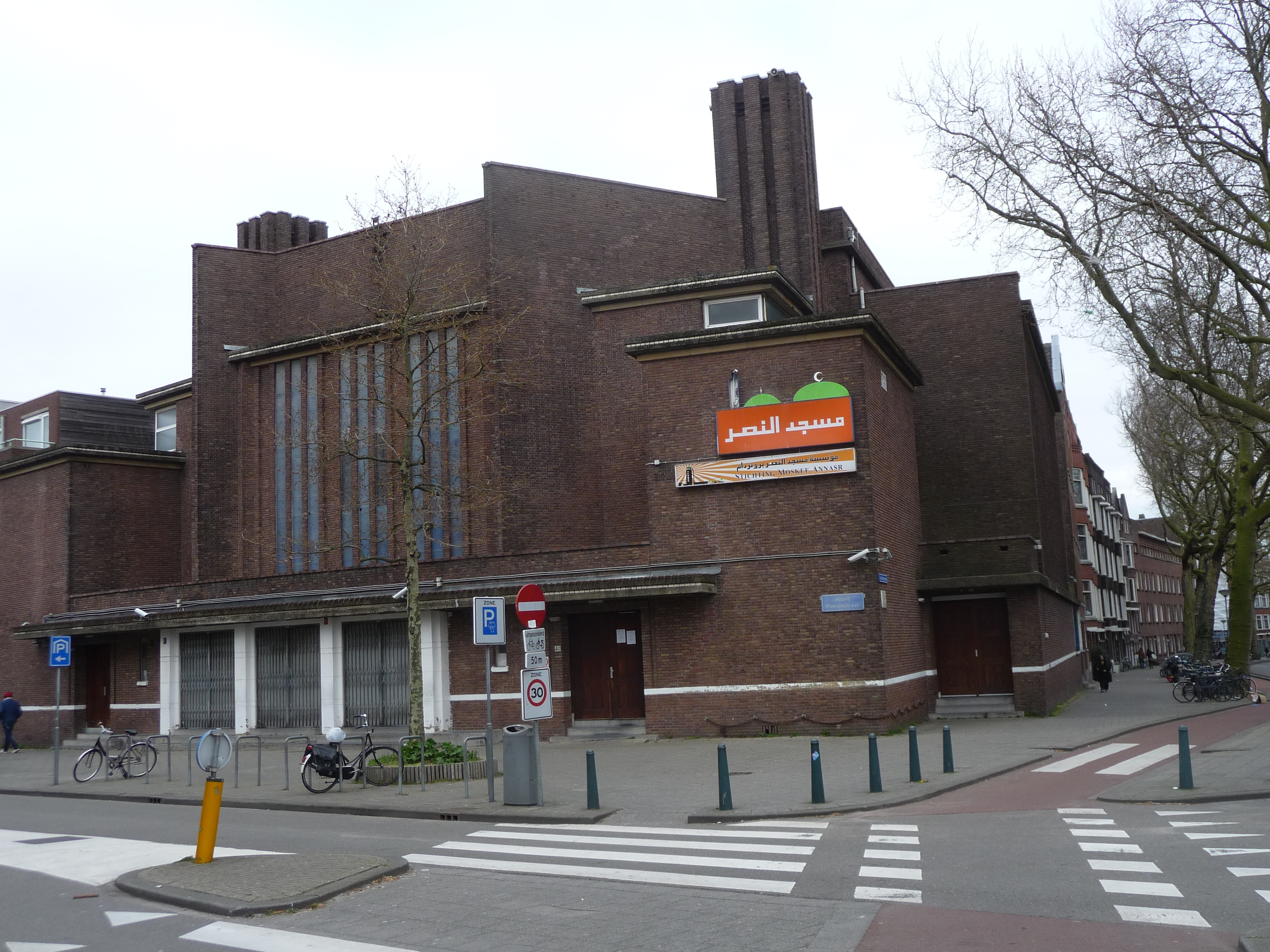
Mathenesserkerk, thans An-Nasr moskee

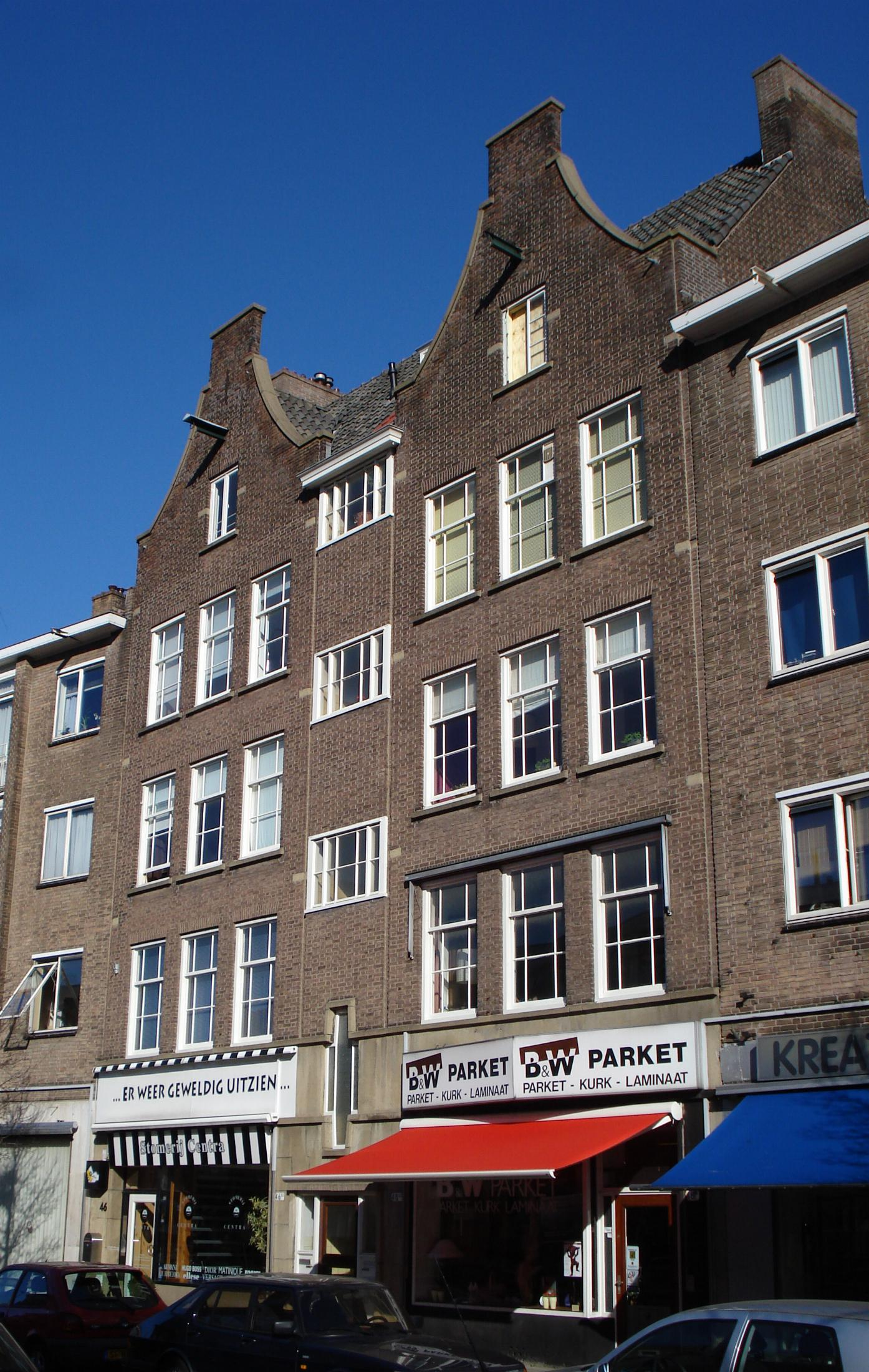
Pannekoekstraat 46-48 in Rotterdam

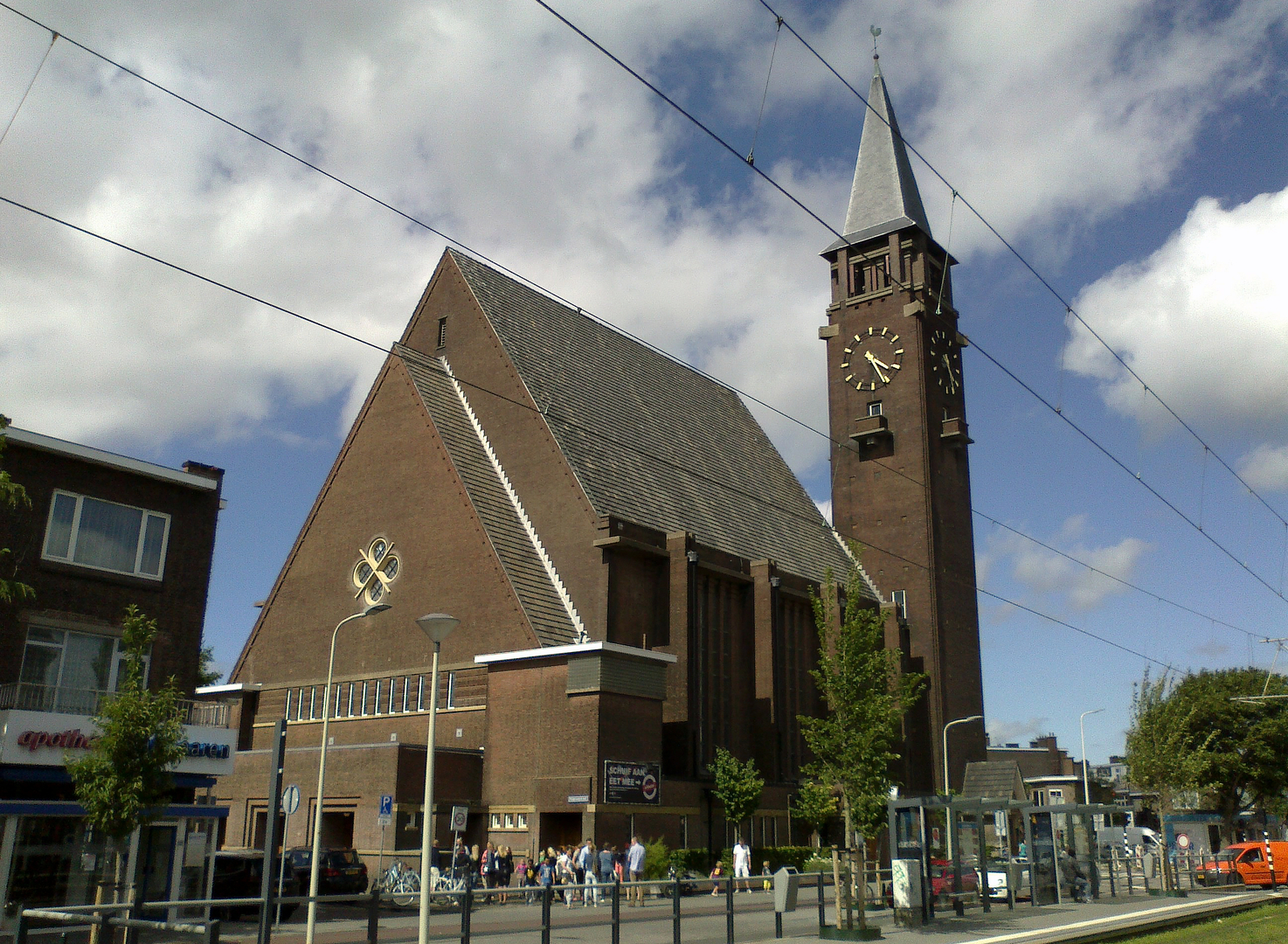
Bethlehemkerk (2017)

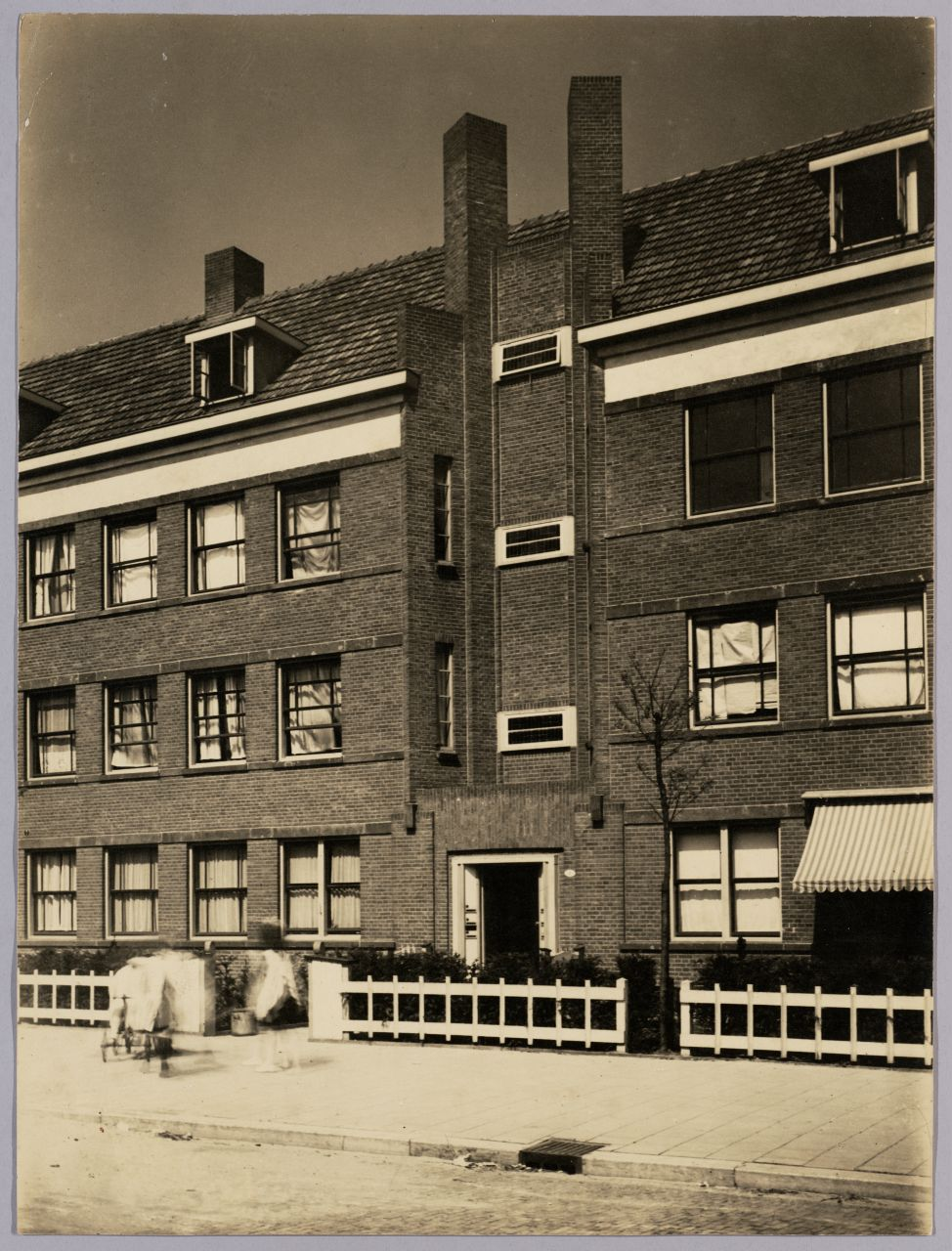
Woningbouw Rotterdam, 1921

Johan Coenraad (Coenraad) Meischke (Rotterdam, 9 augustus 1889 - Rotterdam, 5 oktober 1966) was een Nederlands architect.

## Opleiding
In 1908 behaalde Meischke zijn diploma aan de Rotterdamse Academie van Beeldende Kunsten.
Meischke volgde colleges bij de Nederlandse architect en hoogleraar Henri Evers aan de Technische Hogeschool Delft en behaalde vervolgens in 1915 het diploma architectuur in Praag.

## Academie van Beeldende Kunsten
Aan de Academie van Beeldende Kunsten in Rotterdam gaf hij als hoofdleraar bouwkunde van 1916 tot 1920 onder meer les aan Kees Elffers.

## Werk
Onder leiding van zijn leermeester Henri Evers werkte hij aan de bouw van het Stadhuis van Rotterdam.

### Architectenbureau Meischke en Schmidt
In 1917 vormde Meischke met de architect Pieter Schmidt (1888-1955) het Architectenbureau Meischke en Schmidt. Zij ontwierpen vooral woningbouw in de Rotterdamse wijk Spangen
- de Mathenesserkerk aan de Van Citterstraat op de hoek met de Allard Piersonstraat (sedert 1983 An-Nasr moskee) in Rotterdam-Middelland.
- In 1925 de Wilhelminaschool in de Koepelstraat in Rotterdam-Crooswijk.
- In 1929 de Bethlehemkerk in Den Haag.[5]
- In 1930 de Huishoudschool aan het Ericaplein in Rotterdam-Bloemhof.
- In 1932 de Prinsekerk in de Rotterdamse wijk Blijdorp.
- In 1937 de Algemeene Levensverzekering-Bank op de hoek van Schiekade en Proveniersstraat.
- In 1940 ontwierpen zij in samenwerking met de architect B.J.K. Cramer de Academie van Beeldende Kunsten en Technische Wetenschappen aan de G.J. de Jonghweg in Rotterdam.
- In 1951 ontwierpen zij een dubbelpand met winkels en woningen in de Pannekoekstraat 46-48 in Rotterdam Centrum. De Rotterdamse gemeenteraad besloot in 2014 aan het pand vanwege de unieke vormgeving de status van gemeentelijk monument toe te kennen.[6][7]

### Meischke en van Nieuwenhuijzen
De Rotterdamse architect A.A. van Nieuwenhuijzen (1883-1959) kreeg in 1946 de opdracht voor een kantoorgebouw voor de Amsterdamsche Bank op de hoek van de Coolsingel en Aert van Nesstraat in Rotterdam. Het bankkantoor die voorheen ook op de Coolsingel was gevestigd, was door oorlogsgeweld zwaar beschadigd. Nadat de Amsterdamsche Bank, in verband met een fusie met de Incassobank, van de koop afzag werd de ruwbouw in november 1952 verkocht aan de Bank voor Handel en Scheepvaart. 
De Bank voor Handel en Scheepvaart gaven aan Meischke en van Nieuwenhuijzen de opdracht om de ruwbouw van gevels te voorzien. Na de oplevering werden verdiepingen verhuurd aan o.a. de Rotterdamsche Bank, de NV Handel & Transport Maatschappij Vulcaan en aan de in 1920 door Fritz Thyssen in Rotterdam als een vrachtvaartmaatschappij opgerichte Halcyon Lijn.

### Levenswerk
De grootste opdracht en gelijktijdig zijn levenswerk was de restauratie van de in de Tweede Wereldoorlog verwoeste Sint-Laurenskerk in Rotterdam. Na het overlijden van Meischke werd diens werk voortgezet door Jacob Willem Charles (Jaap) Besemer (1915-2014).

## Privé
Meischke was een zoon van Johan Christiaan Meischke (1856-1936), inspecteur bij de Rotterdamse Bouwpolitie, en van Jenneke Vixseboxse (1854-1930). De architect Mattheus Carel August Meischke, die onder anderen de Schotse Kerk en de Opstandingskerk ontwierp was zijn broer. 
Op 30-jarige leeftijd trouwde hij in Rotterdam op 25 maart 1920 met Hendrica Wilhelmina Stuivinga (1890-1965).
- Ruud Meischke (1923-2010).

## Trivia
In 1931 werd in Hotel Atlanta de kunstenaarssociëteit De Oase opgericht en gevestigd door beeldhouwer Bolle, architect Meischke en schilder Van Rhijn. Iedere dinsdagavond kwamen zij in het hotel bijeen om te discussiëren over kunst.
Op 5 oktober 1966 overleed Johan Coenraad Meischke 77 jaar oud in Rotterdam.
- RKD-Nederlands Instituut voor Kunstgeschiedenis: 130878
- Virtual International Authority File: 283680129